# Diaphorus costaricensis
Diaphorus costaricensis är en tvåvingeart som beskrevs av Octave Parent 1934. Diaphorus costaricensis ingår i släktet Diaphorus och familjen styltflugor.
Artens utbredningsområde är Costa Rica. Inga underarter finns listade i Catalogue of Life.